# Liste der Baudenkmäler in Schmallenberg

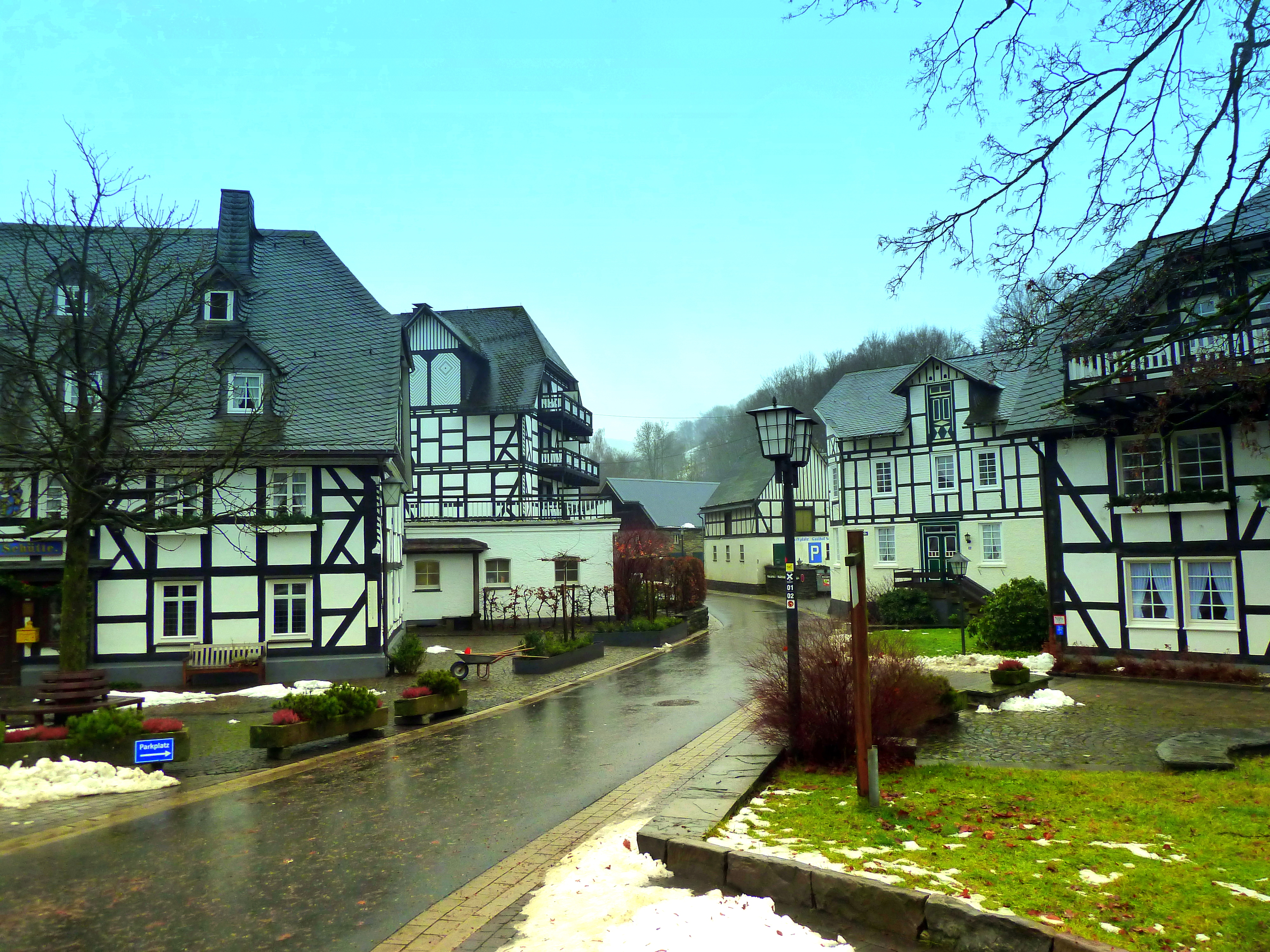
Oberkirchen

Die Liste der Denkmäler der Stadt Schmallenberg enthält die denkmalgeschützten Denkmäler auf dem Gebiet der Stadt Schmallenberg im Hochsauerlandkreis in Nordrhein-Westfalen. Diese Denkmäler sind in Teil A der Denkmalliste der Stadt Schmallenberg eingetragen, Grundlage für die Aufnahme ist das Denkmalschutzgesetz Nordrhein-Westfalens (DSchG NRW).

## Allgemein
Der Raum Schmallenberg gehört zu den 29 bedeutsamen Kulturlandschaftsbereichen des Landes Nordrhein-Westfalen. Zu den wertgebenden Merkmalen für die Einstufung landesbedeutsamer Kulturlandschaftsbereich in Nordrhein-Westfalen gehören das Bodendenkmal Wilzenberg mit Kapelle und Kreuzwegen und Kloster Grafschaft, der historische Stadtkern von Schmallenberg sowie die Kirchdörfer Lenne, Oberkirchen und Wormbach mit den Pfarrkirchen und Pfarrhäusern und der dörflichen Bebauung seit dem späten 17. Jahrhundert beziehungsweise auch aus der Zeit nach 1945, zudem der Weiler Winkhausen und die Orte Nieder- und Obersorpe mit den Bauernhöfen seit dem 17. Jahrhundert. Ferner wurden die ehemaligen Standorte von Hammerwerken an der Lenne und die Getreidemühle Oberkirchen berücksichtigt.
In der Stadt gibt es 178 Baudenkmäler, 7 Bodendenkmäler und 3 bewegliche Denkmäler. Beim letzten Großbrand der Kernstadt am 31. Oktober 1822 wurde der Großteil der 115 Häuser zerstört. 16 Wohnhäuser und die Pfarrkirche blieben erhalten. So stammen viele Baudenkmale der Altstadt aus der Zeit des Wiederaufbaus im preußischen Klassizismus.

### Erläuterung
- Bild: Bild des Kulturdenkmals, ggf. zusätzlich mit einem Link zu weiteren Fotos des Kulturdenkmals im Medienarchiv Wikimedia Commons
- Bezeichnung: Name des Kulturdenkmals
- Lage: Straßenname und Hausnummer oder Flurstücknummer des Kulturdenkmal, gegebenenfalls auch den Ortsteil. Die Grundsortierung der Liste erfolgt nach dieser Adresse. Der Link (Karte) führt zu verschiedenen Kartendiensten mit der Position des Kulturdenkmals. Fehlt dieser Link, wurden die Koordinaten noch nicht eingetragen. Sind diese bekannt, können sie über ein Tool mit einer Kartenansicht einfach nachgetragen werden. In dieser Kartenansicht sind Kulturdenkmale ohne Koordinaten mit einem roten bzw. orangen Marker dargestellt und können durch Verschieben auf die richtige Position in der Karte mit Koordinaten versehen werden. Kulturdenkmale ohne Bild sind an einem blauen bzw. roten Marker erkennbar.
- Beschreibung: Kurzcharakteristik des Kulturdenkmals
- Bauzeit: Baubeginn, Fertigstellung, Datum der Erstnennung oder grobe zeitliche Einordnung entsprechend des Eintrags in der zuständigen Denkmaldatenbank
- Eingetragen seit: Datum der Erfassung in der zuständigen Denkmaldatenbank

Die Nummerierung (Denkmalnummer) entspricht der offiziellen Denkmalliste.

## Listen

### Kirchengebäude
| Bild                            | Bezeichnung                           | Lage                                              | Beschreibung | Bauzeit         | Eingetragen seit | Denkmal- nummer |
| ------------------------------- | ------------------------------------- | ------------------------------------------------- | --- | --------------- | ---------------- | --------------- |
| Kapelle St. Maria Magdalena     | Kapelle St. Maria Magdalena           | Almert Nr. 4 Karte                                | Die 6×3,8 Meter große Kapelle wurde 1842 erstmals erwähnt. |                 |                  | 151             |
| weitere Bilder                  |                                       | Altenilpe Nr. 12 Karte                            | |                 |                  | 38              |
| Kapelle St. Antonius            | Kapelle St. Antonius                  | Arpe Nr. 12 Karte                                 | im Renaissancestil erbaut und dem Patron St. Antonius, dem Einsiedler, geweiht. Der älteste Teil stammt wahrscheinlich aus dem 17. Jahrhundert.                                              |                 |                  | 44              |
| Pfarrkapelle Heilig Kreuz       | Pfarrkapelle Heilig Kreuz             | Bad Fredeburg Zum Hallenberg/Kapellenstraße Karte | Die Kapelle wurde 1646 geweiht. | 1646            |                  | 30              |
| Wegekapelle St. Wendeli         | Wegekapelle St. Wendeli               | Bad Fredeburg Holthauser Straße Karte             | |                 |                  | 163             |
| weitere Bilder                  | Katholische Pfarrkirche St. Cyriakus  | Berghausen Karte                                  | romanischer Gewölbebau auf gedrängtem Grundriss in schwerer Mauermasse, thronender Christus in einer Mandorla als Deckengemälde und von den Symbolen der vier Evangelisten umgeben.          | um 1220         |                  | 11              |
| Kapelle St. Pankratius          | Kapelle St. Pankratius                | Brabecke Karte                                    | romanische Kapelle mit Altar, barockem Taufstein, Pieta und Pankratius-Skulptur, 1230 erstmals urkundlich erwähnt, im 18. und 20. Jahrhundert baulich erweitert.                             | 13. Jahrhundert |                  | 18              |
| weitere Bilder                  | Katholische Pfarrkirche St. Hubertus  | Dorlar Kirchstraße 1 Karte                        | Turm und Seitenschiff aus dem 14. Jahrhundert, neuromanische Pfarrkirche 1913 | 1358            |                  | 37              |
| Kapelle St. Laurentius          | Kapelle St. Laurentius                | Ebbinghof Karte                                   | Kapellenneubau 1915 in Form des alten Gebäudes kunstvoller Altar nach einem Entwurf von Josef Buchkremer                                                                                     | 1610            |                  | 167             |
| Kapelle St. Agatha und Gertrud  | Kapelle St. Agatha und Gertrud        | Fleckenberg Latroper Straße Karte                 | denkmalgeschützt sind auch Ausmalungen, erhaltene Ausstattung, Barockaltar und Gestühl. | 17. Jahrhundert |                  | 160             |
| Pfarrkirche St. Antonius        | Pfarrkirche St. Antonius              | Fleckenberg Latroper Str. 17 Karte                | einschließlich historischer Ausstattung |                 |                  | 197             |
| weitere Bilder                  | Kloster Grafschaft                    | Grafschaft Karte                                  | Benediktinerabtei, vom Kölner Erzbischof Anno gegründet | 1072            |                  | 36              |
| Kapelle St. Barbara             | Kapelle St. Barbara                   | Harbecke Karte                                    | Kapelle einschließlich Leinwandgemälde |                 |                  | 4               |
| Ölbergkapelle                   | Ölbergkapelle                         | Holthausen Kirchstraße                            | |                 |                  | 145             |
| Hagenkapelle von 1872           | Hagenkapelle von 1872                 | Holthausen Kirchstraße Karte                      | | 1872            |                  | 181             |
| Pfarrkirche St. Lambertus       | Pfarrkirche St. Lambertus             | Kirchrarbach Karte                                | einfacher spätromanischer Gewölbebau, der Turm und Chor stammen aus dem 14. Jahrhundert | 1257            |                  | 34              |
| Kapelle St. Johannes der Täufer | Kapelle St. Johannes der Täufer       | Kückelheim Nr. 7 Karte                            | Dorfkapelle | 17. Jahrhundert |                  | 15              |
| weitere Bilder                  | Pfarrkirche St. Vinzentius            | Lenne Karte                                       | kleiner einschiffiger Bau mit eingezogenem Rechteckchor und daran anschließender Apsis und einem Westturm, bestand ursprünglich nur aus zwei Jochen                                          | 13. Jahrhundert |                  | 2               |
| Kapelle St. Agatha              | Kapelle St. Agatha                    | Menkhausen Karte                                  | Kapellengebäude einschließlich Hochaltar, Orgelempore, Kreuzweg und Gestühl | 1667            |                  | 200             |
| Kapelle St. Blasius             | Kapelle St. Blasius                   | Niederberndorf Karte                              | 1402 erstmals urkundlich erwähnt. | 15. Jahrhundert |                  | 156             |
| Kapelle St. Sebastian           | Kapelle St. Sebastian                 | Niedersorpe Karte                                 | |                 |                  | 140             |
| weitere Bilder                  | Pfarrkirche St. Hubertus              | Nordenau Heinrich-Köppler-Platz Karte             | alte Kapelle im Renaissancestil, 1925 abgerissen und an gleicher Stelle die heutige St.-Hubertus-Kirche errichtet                                                                            | 1765            |                  | 150             |
| BW                              | Kapelle, Kreuzweg und Brunnen         | Oberkirchen Galgenstätte Karte                    | |                 |                  | 6               |
| weitere Bilder                  | St.-Gertrudis-Kirche                  | Oberkirchen Karte                                 | in der jetzigen Form im 17. Jahrhundert errichtet | 11. Jahrhundert |                  | 8               |
| Pfarrkirche St. Joseph          | Pfarrkirche St. Joseph                | Obersorpe Karte                                   | |                 |                  | 142             |
| Kapelle St. Antonius Abt        | Kapelle St. Antonius Abt              | Osterwald Karte                                   | |                 |                  | 45              |
| BW                              | Wegekapelle                           | Schmallenberg Am Aberg Karte                      | |                 |                  | 27              |
| Kapelle Auf dem Werth           | Kapelle Auf dem Werth                 | Schmallenberg Auf dem Werth Karte                 | einschiffig, zweijochig mit einem kleinen Dachreiter und einer vierseitigen Pyramidenhaube, der Heiligen Maria und dem Heiligen Johannes geweiht.                                            | 1682            |                  | 31              |
| weitere Bilder                  | Katholische Pfarrkirche St. Alexander | Schmallenberg Kirchplatz Karte                    | als Hallenkirche im südwestfälischen Stil errichtet, 1905/06 durch einen Neubau mit halbrunder Apsis und zwei Chorflankentürmen im Stil der Frühgotik erweitert                              | 13. Jahrhundert |                  | 105             |
| BW                              | Kapelle St. Blasius                   | Selkentrop Karte                                  | mit historischer Altarwand | 1796            |                  | 35              |
| Kapelle St. Blasius             | Kapelle St. Blasius                   | Sellinghausen Karte                               | mit neubarockem Hochaltar und bauzeitlichem Gestühl | 1880            |                  | 196             |
| Kapelle St. Agatha              | Kapelle St. Agatha                    | Werntrop Karte                                    | im Renaissancestil erbaute Kapelle, eine Vorgängerkapelle wurde bereits vor dem 16. Jahrhundert erwähnt.                                                                                     | 17. Jahrhundert |                  | 3               |
| Kapelle St. Katharina           | Kapelle St. Katharina                 | Winkhausen Karte                                  | |                 |                  | 125             |
| weitere Bilder                  | St.-Peter-und-Paul-Kirche             | Wormbach Karte                                    | romanischer Bau, in der europäischen Kirchenmalerei seltene Darstellung der zwölf Tierkreiszeichen im Mittelschiff und älteste westfälische, aus dem 15. Jahrhundert stammende Pfeifen-Orgel | 13. Jahrhundert |                  | 10              |

### Wohngebäude
| Bild                                                   | Bezeichnung                                                   | Lage                                        | Beschreibung | Bauzeit                                                                  | Eingetragen seit | Denkmal- nummer |
| ------------------------------------------------------ | ------------------------------------------------------------- | ------------------------------------------- | --- | ------------------------------------------------------------------------ | ---------------- | --------------- |
| BW                                                     | Ackerbürgerhaus                                               | Arpe 29 Nr. 29 Karte                        | Saalaufstockung mit Bühnenanbau und Backhaus |                                                                          |                  | 40              |
| Bürgerhaus (äußere Fassade des Kernbaus)               | Bürgerhaus (äußere Fassade des Kernbaus)                      | Bad Fredeburg Altstadt 3 Karte              | |                                                                          |                  | 62              |
| BW                                                     | Bürgerhaus (Kernbau)                                          | Bad Fredeburg Auf der Burg 3 Karte          | |                                                                          |                  | 83              |
| Bürgerhaus                                             | Bürgerhaus                                                    | Bad Fredeburg Auf der Burg 4 Karte          | bruchsteinerne Giebelwand, Ruine der Fredeburg | 1325                                                                     |                  | 61              |
| BW                                                     | Bürgerhaus (Kernbau)                                          | Bad Fredeburg Burgweg 1 Karte               | |                                                                          |                  | 176             |
| BW                                                     | Bürgerhaus                                                    | Bad Fredeburg Burgweg 4 Karte               | |                                                                          |                  | 183             |
| ehem. Hotelgebäude (äußere Fassade)                    | ehem. Hotelgebäude (äußere Fassade)                           | Bad Fredeburg Hochstraße 1 Karte            | |                                                                          |                  | 47              |
| BW                                                     | Bürgerhaus (Fassade und Dachwerk)                             | Bad Fredeburg Hochstraße 5 Karte            | |                                                                          |                  | 48              |
| Doppelhausgademe (Kernbau)                             | Doppelhausgademe (Kernbau)                                    | Bad Fredeburg Hochstraße 11/13 Karte        | |                                                                          |                  | 49              |
| Bürgerhaus (teilweise)                                 | Bürgerhaus (teilweise)                                        | Bad Fredeburg Hochstraße 16 Karte           | |                                                                          |                  | 50              |
| BW                                                     | Bürgerhaus (Kernbau und Nebengebäude)                         | Bad Fredeburg Hochstraße 17 Karte           | |                                                                          |                  | 177             |
| BW                                                     | Bürgerhaus (Kernbau)                                          | Bad Fredeburg Hochstraße 18 Karte           | |                                                                          |                  | 51              |
| BW                                                     | Bürgerhaus (Kernbau)                                          | Bad Fredeburg Hochstraße 19 Karte           | |                                                                          |                  | 52              |
| Bürgerhaus (Kernbau)                                   | Bürgerhaus (Kernbau)                                          | Bad Fredeburg Hochstraße 21 Karte           | |                                                                          |                  | 53              |
| Bürgerhaus (Kernbau)                                   | Bürgerhaus (Kernbau)                                          | Bad Fredeburg Hochstraße 24 Karte           | |                                                                          |                  | 54              |
| Bürgerhaus                                             | Bürgerhaus                                                    | Bad Fredeburg Hochstraße 25 Karte           | |                                                                          |                  | 55              |
| BW                                                     | Ackerbürgerhaus                                               | Bad Fredeburg Im Ohle 7 Karte               | Obergeschoss und Giebeldreieck des straßenseitigen Giebels sind denkmalgeschützt |                                                                          |                  | 63              |
| BW                                                     | Fachwerkdoppelhaus                                            | Bad Fredeburg Im Ohle 15/17 Karte           | |                                                                          |                  | 184             |
| Bürgerhaus (äußere Fassade des Kernbaus)               | Bürgerhaus (äußere Fassade des Kernbaus)                      | Bad Fredeburg Im Ohle 16 Karte              | |                                                                          |                  | 65              |
| Bürgerhaus (Umfassungswände und Dachwerk)              | Bürgerhaus (Umfassungswände und Dachwerk)                     | Bad Fredeburg Im Ohle 24 Karte              | |                                                                          |                  | 68              |
| Fachwerkgebäude (Kernbauten, tlw.)                     | Fachwerkgebäude (Kernbauten, tlw.)                            | Bad Fredeburg Im Ohle 30/32 Karte           | |                                                                          |                  | 69              |
| Neurenaissancehaftes Gebäude (Kernbau)                 | Neurenaissancehaftes Gebäude (Kernbau)                        | Bad Fredeburg Im Ohle 40 Karte              | |                                                                          |                  | 70              |
| Villa (äußere Fassade des Kernbaus)                    | Villa (äußere Fassade des Kernbaus)                           | Bad Fredeburg Kapellenstraße 1 Karte        | |                                                                          |                  | 77              |
| BW                                                     | Villa (äußere Fassade des Kernbaus)                           | Bad Fredeburg Kapellenstraße 3 Karte        | |                                                                          |                  | 78              |
| BW                                                     | Bürgerhaus                                                    | Bad Fredeburg Mittelstraße 2 Karte          | |                                                                          |                  | 56              |
| BW                                                     | Fachwerkhaus (vordere Giebelwand und Haustür)                 | Bad Fredeburg Mittelstraße 6 Karte          | |                                                                          |                  | 58              |
| BW                                                     | Villa (einschließlich Gitter der straßenseitigen Einfriedung) | Bad Fredeburg Mittelstraße 12 Karte         | |                                                                          |                  | 79              |
| Bürgerhaus (Kernbau)                                   | Bürgerhaus (Kernbau)                                          | Bad Fredeburg Mothmecke 12 Karte            | |                                                                          |                  | 59              |
| Bürgerhaus (Kernbau)                                   | Bürgerhaus (Kernbau)                                          | Bad Fredeburg Mothmecke 14 Karte            | |                                                                          |                  | 60              |
| BW                                                     | Fachwerkhaus                                                  | Bad Fredeburg Unterer Hügel 11/12 Karte     | |                                                                          |                  | 73              |
| BW                                                     | Fachwerkhaus (Kernbau)                                        | Bad Fredeburg Von-Ascheberg-Straße 2 Karte  | |                                                                          |                  | 74              |
| BW                                                     | Fachwerkbauernhaus                                            | Berghausen Nr. 8 Karte                      | |                                                                          |                  | 25              |
| BW                                                     | Fachwerkhaus (äußere Fassade)                                 | Bödefeld Graf-Gottfried-Straße 3 Karte      | |                                                                          |                  | 158             |
| BW                                                     | Fachwerkbauernhaus (Längsdeelenhaus)                          | Bödefeld Hunaustraße 18 Karte               | |                                                                          |                  | 24              |
| BW                                                     | Bürgerhaus                                                    | Bödefeld Hunaustraße 24 Karte               | |                                                                          |                  | 171             |
| BW                                                     | Bürgerhaus                                                    | Bödefeld Hunaustraße 26 Karte               | |                                                                          |                  | 168             |
| BW                                                     | Villa                                                         | Bödefeld St.-Vitus-Schützen-Straße 10 Karte | |                                                                          |                  | 174             |
|                                                        | Ehemaliges Pfarrhaus                                          | Dorlar Kirchstraße 3                        | 2011 abgerissen |                                                                          |                  | 127             |
| Fachwerkbauernhaus                                     | Fachwerkbauernhaus                                            | Fleckenberg Jagdhauser Straße 2 Karte       | | 1753                                                                     |                  | 11/12           |
| BW                                                     | Wirtschaftsgiebel des Fachwerkbauernhaus                      | Fleckenberg Latroper Str. 17 Karte          | |                                                                          |                  | 195             |
| BW                                                     | Fachwerkbauernhaus (Längsdeelenhaus)                          | Fleckenberg Latroper Straße 35 Karte        | |                                                                          |                  | 21              |
| BW                                                     | Bauernhaus                                                    | Fleckenberg Latroper Straße 37 Karte        | |                                                                          |                  | 172             |
| Kleinbäuerliches Gehöft                                | Kleinbäuerliches Gehöft                                       | Gleidorf Am Roten Hagen 1 Karte             | |                                                                          |                  | 42              |
| BW                                                     | Fachwerkhaus                                                  | Gleidorf Am Roten Hagen 3 Karte             | |                                                                          |                  | 112             |
| BW                                                     | Fachwerkhaus (Kernbau)                                        | Grafschaft Am Stünzel 2 Karte               | |                                                                          |                  | 161             |
| Bürgerhaus (Kernbau)                                   | Bürgerhaus (Kernbau)                                          | Grafschaft Am Wilzenberg 8 Karte            | |                                                                          |                  | 41              |
| Gasthof                                                | Gasthof                                                       | Grafschaft Hauptstraße 1 Karte              | denkmalgeschützt: gesamte straßenseitige Traufwand, ein Teil der rechten Giebelwand bis zum heutigen Hoteleingang, ein Teil der linken Giebelwand in der Länge des heutigen vorderen Gastzimmers und das sich über diesen Teilen befindliche Mansarddach   |                                                                          |                  | 120             |
| Hofanlage                                              | Hofanlage                                                     | Grafschaft Hauptstraße 2 Karte              | Haupthaus, äußere Fassade mit konstruktivem Gerüst des an der linken Traufwand angebauten Stallgebäudes und äußere Fassade des rechts der Hofzufahrt gelegenen Nebengebäudes, mit Ausnahme des an der hinteren Traufwand angebauten, offenen Wagenschauers |                                                                          |                  | 121             |
| BW                                                     | Fachwerkhaus und Ökonomiegebäude                              | Grafschaft Hauptstraße 6 Karte              | |                                                                          |                  | 122             |
| Fachwerkbauernhaus                                     | Fachwerkbauernhaus                                            | Grafschaft Hauptstraße 11 Karte             | Fachwerkbauernhaus in seiner ursprünglichen Länge von 15 Gebinden |                                                                          |                  | 123             |
| Queedeelenhaus                                         | Queedeelenhaus                                                | Grafschaft Hauptstraße 15 Karte             | |                                                                          |                  | 19              |
| Bürgerhaus (Kernbau)                                   | Bürgerhaus (Kernbau)                                          | Grafschaft Hauptstraße 19 Karte             | |                                                                          |                  | 131             |
| BW                                                     | Fachwerkhaus                                                  | Grafschaft Hauptstraße 22 Karte             | |                                                                          |                  | 124             |
| BW                                                     | Ackerbürgerhaus                                               | Grafschaft Kirchstraße 6 Karte              | giebelständiger Fachwerkkernbau |                                                                          |                  | 118             |
| Fachwerkhaus                                           | Fachwerkhaus                                                  | Grafschaft Kirchstraße 8 Karte              | Obergeschoss denkmalgeschützt |                                                                          |                  | 119             |
| Fachwerkhaus                                           | Fachwerkhaus                                                  | Grafschaft Schulstraße 30 Karte             | |                                                                          |                  | 130             |
| BW                                                     | Hofanlage                                                     | Heiminghausen 2 Karte                       | Haupthaus, Kapelle, Schmiede/Stellmacherei und Ökonomiegebäude |                                                                          |                  | 126             |
| BW                                                     | Fachwerkhaus                                                  | Holthausen Heustraße 7 Karte                | |                                                                          |                  | 146             |
| BW                                                     | Hofanlage                                                     | Hundesossen Nr. 2 Karte                     | Hennecken-Hof ? |                                                                          |                  | 159             |
| BW                                                     | Fachwerkhofgebäude (Umfassungswände und Dachwerk)             | Kirchilpe Nr. 5 Karte                       | |                                                                          |                  | 180             |
| Fachgiebelwerk                                         | Fachgiebelwerk                                                | Lenne Uentropstraße 12 Karte                | |                                                                          |                  | 26              |
| Bauernhaus (Kernbau)                                   | Bauernhaus (Kernbau)                                          | Lenne Uentropstraße 20 Karte                | |                                                                          |                  | 182             |
| Fachwerkhaus (Kernbau)                                 | Fachwerkhaus (Kernbau)                                        | Niedersorpe Nr. 7 Karte                     | |                                                                          |                  | 141             |
| Hofanlage (Wohnhaus und Fachwerkscheune)               | Hofanlage (Wohnhaus und Fachwerkscheune)                      | Niedersorpe Nr. 11 Karte                    | |                                                                          |                  | 198             |
| BW                                                     | Haupthaus der Hofanlage                                       | Niedersorpe Nr. 26 Karte                    | |                                                                          |                  | 185             |
| Fachwerk-Kleinhaus                                     | Fachwerk-Kleinhaus                                            | Niedersorpe Nr. 28 Karte                    | |                                                                          |                  | 187             |
| BW                                                     | Bruchsteinwohnhaus                                            | Niedersorpe Nr. 31 Karte                    | Kernbau des Bruchsteinwohnhauses |                                                                          |                  | 186             |
| BW                                                     | Hofanlage                                                     | Nierentrop Nr. 6 Karte                      | Backhaus, Hofkapelle und Bilderstock Mater Dolorosa |                                                                          |                  | 155             |
| BW                                                     | Wohnhaus                                                      | Nordenau Astenstraße 2 Karte                | Wohnhaus einschließlich des sich rechtsseitig anschließenden Gebäudeflügels |                                                                          |                  | 129             |
| Pfarrhaus                                              | Pfarrhaus                                                     | Oberkirchen Alte Poststraße 5 Karte         | |                                                                          |                  | 32              |
| BW                                                     | Gasthaus                                                      | Oberkirchen Alte Poststraße 7 Karte         | ohne den sich entlang der Alten Poststraße erstreckenden, einst landwirtschaftlich genutzten Nebentrakt |                                                                          |                  | 116             |
| Wohn- und Geschäftshaus (Kernbau)                      | Wohn- und Geschäftshaus (Kernbau)                             | Oberkirchen Alte Poststraße 12 Karte        | |                                                                          |                  | 131 b           |
| BW                                                     | Fachwerkhaus                                                  | Oberkirchen Alte Poststraße 14 Karte        | |                                                                          |                  | 132             |
| Fachwerkhaus                                           | Fachwerkhaus                                                  | Oberkirchen Alte Poststraße 18 Karte        | |                                                                          |                  | 133             |
| BW                                                     | Gasthof                                                       | Oberkirchen Eggeweg 2 Karte                 | bachseitige Traufwand und die beiden Giebelwände |                                                                          |                  | 136             |
| Altes Gefängnis                                        | Altes Gefängnis                                               | Oberkirchen Galgenstraße 1 Karte            | |                                                                          |                  | 201             |
| Fachwerkhaus                                           | Fachwerkhaus                                                  | Oberkirchen Kirchstraße 2 Karte             | |                                                                          |                  | 134             |
|                                                        | Wohnhaus                                                      | Oberkirchen Kirchstraße 14                  | Wohnhaus mit Fachwerkaufsatzgeschoss |                                                                          |                  | 138             |
| Hofanlage                                              | Hofanlage                                                     | Oberkirchen Schützenstraße 6 Karte          | Wohnhaus, ohne die Erweiterung am rechten Giebel; äußere Fassade und Dachkonstruktion der bruchsteinernen Scheune, ohne den rückwärtigen neuzeitlichen Anbau; Deelentorsturz des Stallgebäudes                                                             |                                                                          |                  | 117             |
| BW                                                     | Fachwerkhaus                                                  | Oberkirchen Schützenstraße 14 Karte         | |                                                                          |                  | 135             |
| Bauernhaus                                             | Bauernhaus                                                    | Obersorpe Nr. 3 Karte                       | |                                                                          |                  | 144             |
| Pfarr-Vikariegebäude                                   | Pfarr-Vikariegebäude                                          | Obersorpe Nr. 25 Karte                      | |                                                                          |                  | 143             |
| Altes Forsthaus (ehemaliges Revierförsterdienstgehöft) | Altes Forsthaus (ehemaliges Revierförsterdienstgehöft)        | Rehsiepen Nr. 24 Karte                      | Schwebegiebel, Deelenboden mit Bachkieseln im Fischgrätmuster, Backofen im Keller, Räucherkammer im Dachraum. |                                                                          |                  | 43              |
| Ehemaliges Forsthaus                                   | Ehemaliges Forsthaus                                          | Schanze Nr. 8 Karte                         | |                                                                          |                  | 207             |
| Bürgerhaus (Kernbau)                                   | Bürgerhaus (Kernbau)                                          | Schmallenberg Hackwiese 6 Karte             | |                                                                          |                  | 104             |
| Bürgerhaus                                             | Bürgerhaus                                                    | Schmallenberg Kirchplatz 4 Karte            | traufenständiges, fünfachsiges Gebäude mit Bänderungen und verschiefertem Fachwerk | 1823-1825                                                                |                  | 101             |
| Pfarrhaus                                              | Pfarrhaus                                                     | Schmallenberg Kirchplatz 5 Karte            | Pfarrhaus mit Figuren von Christel Lechner Weiteres Bild |                                                                          |                  | 102             |
| Bürgerhaus                                             | Bürgerhaus                                                    | Schmallenberg Obrighauser Straße 1 Karte    | |                                                                          |                  | 114             |
| Bürgerhaus                                             | Bürgerhaus                                                    | Schmallenberg Obrighauser Straße 3 Karte    | |                                                                          |                  | 115             |
| Bürgerhaus                                             | Bürgerhaus                                                    | Schmallenberg Oststraße 19 Karte            | verschiefertes Fachwerkhaus, traufenständiges, fünfachsiges Gebäude, nach dem Stadtbrand von 1822 errichtet, besitzt eine mittig angeordnete, doppelläufige Freitreppe.                                                                                    | 19. Jahrhundert                                                          |                  | 33              |
| Fachwerktraufenhaus                                    | Fachwerktraufenhaus                                           | Schmallenberg Oststraße 22 Karte            | zweigeschossiges Fachwerkhaus, nach dem Stadtbrand von 1822 auf einem hohen Kellersockel errichtet, mit einer mittig angeordneten, zweiläufigen Treppe und vier Fensterachsen.                                                                             |                                                                          |                  | 23              |
| Bürgerhaus (Kernbau)                                   | Bürgerhaus (Kernbau)                                          | Schmallenberg Oststraße 30                  | |                                                                          |                  | 86              |
| Bürgerhaus (Kernbau)                                   | Bürgerhaus (Kernbau)                                          | Schmallenberg Oststraße 31 Karte            | zweigeschossig, traufenstängig, fünfachsig, auf dem Bruchsteinkeller des 1822 zerstörten Vorgängerbaus errichtet, mit „neu-renaissancehaftem“ Türgestell.                                                                                                  |                                                                          |                  | 87              |
| Bürgerhaus (Kernbau)                                   | Bürgerhaus (Kernbau)                                          | Schmallenberg Oststraße 34 Karte            | |                                                                          |                  | 89              |
| Bürgerhaus                                             | Bürgerhaus                                                    | Schmallenberg Oststraße 36 Karte            | |                                                                          |                  | 162             |
| Bürgerhaus                                             | Bürgerhaus                                                    | Schmallenberg Oststraße 38 Karte            | |                                                                          |                  | 28              |
| Wohn- und Geschäftshaus                                | Wohn- und Geschäftshaus                                       | Schmallenberg Oststraße 57 Karte            | |                                                                          |                  | 128             |
|                                                        |                                                               | Schmallenberg Oststraße 71 Karte            | Das älteste erhaltene Wohngebäude der Stadt. | 1639                                                                     |                  | 202             |
| Bürgerhaus (äußere Fassade des Kernbaus)               | Bürgerhaus (äußere Fassade des Kernbaus)                      | Schmallenberg Südstraße 3 Karte             | mit klassizistischen Elementen nach dem letzten Stadtbrand errichtet | 1822                                                                     |                  | 108             |
| Schmalen Haus                                          | Schmalen Haus                                                 | Schmallenberg Unterm Werth 3 Karte          | Bürgerhaus, aus den Resten eines sechseckigen Turmes der Stadtmauer errichtet, dokumentiert die Bauweise vor dem Stadtbrand von 1822. Das Gebäude wurde 1985/86 renoviert und zum Stadtarchiv ausgebaut.                                                   | 1804 Mittelbau des Gebäudes 1831 Erweiterung nach Osten (Keller um 1570) |                  | 17              |
| Haus „Schenk“                                          | Haus „Schenk“                                                 | Schmallenberg Weststraße 11 Karte           | Bürgerhaus mit Jugendstilelementen, 1902 teilweise im Stil Sauerländer Fachwerkbauten erweitert und aufgestockt |                                                                          |                  | 13              |
| Flachgiebelhaus                                        | Flachgiebelhaus                                               | Schmallenberg Weststraße 12 Karte           | |                                                                          |                  | 90              |
| Bürgerhaus                                             | Bürgerhaus                                                    | Schmallenberg Weststraße 23 Karte           | äußere Fassade des Kernbaus denkmalgeschützt, mit ortstypischer Fassadenausbildung, Schmiedegitter der Freitreppe wurde neurokokohaft gestaltet. | 1823-1825                                                                |                  | 92              |
| Bürgerhaus (Kernbau)                                   | Bürgerhaus (Kernbau)                                          | Schmallenberg Weststraße 31 Karte           | |                                                                          |                  | 93              |
| Bürgerhaus (Kernbau)                                   | Bürgerhaus (Kernbau)                                          | Schmallenberg Weststraße 32 Karte           | fünfachsiges Bürgerhaus mit doppelläufiger Freitreppe | 1823-1825                                                                |                  | 94              |
| Bürgerhaus (Kernbau)                                   | Bürgerhaus (Kernbau)                                          | Schmallenberg Weststraße 33 Karte           | traufenständiger, fünfachsiger Fachwerkbau mit Schieferfassade auf einem massiven Kellersockel | 1823-1825                                                                |                  | 95              |
| Fachwerktraufenhaus (Kernbau)                          | Fachwerktraufenhaus (Kernbau)                                 | Schmallenberg Weststraße 38–40 Karte        | Ackerbürgerhaus mit sechsachsiger, gegliederter Fassade, als Doppelhaus errichtet mit doppelläufiger Freitreppe. | 1823-1825                                                                |                  | 111             |
| Bürgerhaus (teilweise)                                 | Bürgerhaus (teilweise)                                        | Schmallenberg Weststraße 42 Karte           | |                                                                          |                  | 98              |
| Bürgerhaus                                             | Bürgerhaus                                                    | Schmallenberg Weststraße 60 Karte           | äußere Fassade und Dachwerk des Kernbaus sind denkmalgeschützt |                                                                          |                  | 99              |
| BW                                                     | Fachwerkhaus                                                  | Westfeld In der Walmecke 4 Karte            | |                                                                          |                  | 157             |
| Bauernhaus                                             | Bauernhaus                                                    | Westfeld Winterberger Straße 5 Karte        | |                                                                          |                  | 148             |
| Gehöft                                                 | Gehöft                                                        | Winkhausen                                  | Hofanlage |                                                                          |                  | 5               |
| Bürgerhaus                                             | Bürgerhaus                                                    | Wombach Alt Wombach 1 Karte                 | Fachwerk mit Backsteinen ausgemauert, mit heimischem Schiefer gedeckt | 1844                                                                     |                  | 203             |

### Sonstige Gebäude
| Bild                                                          | Bezeichnung                                                   | Lage                                       | Beschreibung | Bauzeit             | Eingetragen seit | Denkmal- nummer |
| ------------------------------------------------------------- | ------------------------------------------------------------- | ------------------------------------------ | --- | ------------------- | ---------------- | --------------- |
| Amtsgericht Schmallenberg                                     | Amtsgericht Schmallenberg                                     | Bad Fredeburg Im Ohle 6 Karte              | Im Dachgeschoss des Bauwerks befindet sich das Gerichtsmuseum Bad Fredeburg.                                                                                            | 1846                |                  | 1               |
| Ohlcenter                                                     | Ohlcenter                                                     | Bad Fredeburg Im Ohle 33 Karte             | ehemaliges Amtshaus |                     |                  | 22              |
| BW                                                            | ehem. Fabrikgebäude                                           | Bad Fredeburg Im Ohle 18 Karte             | äußere Fassade des Kernbaus ist denkmalgeschützt |                     |                  | 84              |
| Besteckfabrik Hesse                                           | Besteckfabrik Hesse                                           | Fleckenberg Karte                          | ursprünglich eine Wollspinnerei unter Nutzung der Wasserkraft, 1938 bis 1982 Besteckfabrik „Carl Hesse KG Fleckenberg“                                                  | 1865                |                  | 110             |
| BW                                                            | Wassermühle                                                   | Grimminghausen Nr. 2 Karte                 | Mühlengebäude einschließlich maschineller Ausstattung, Turbine, Sichter und Backofen; Ober- und Untergraben einschließlich Einleitungsbauwerk in die Wenne              |                     |                  | 173             |
| Backhaus                                                      | Backhaus                                                      | Holthausen Heustraße Karte                 | |                     |                  | 147             |
| Sauerländer Speicher (fachwerkenes Obergeschoss und Dachwerk) | Sauerländer Speicher (fachwerkenes Obergeschoss und Dachwerk) | Holthausen Kirchstraße Karte               | |                     |                  | 170             |
| BW                                                            | Pfarrhau                                                      | Nordenau Heinrich-Köppler-Platz 3 Karte    | |                     |                  | 154             |
| Schwarze Fabrik                                               | Schwarze Fabrik                                               | Oberkirchen Karte                          | ehemaligen Holzkohlenfabrik (Buchenholzkohle), heute Kunstschmiede. | 1878                | 1998             | 199             |
| Lennemühle                                                    | Lennemühle                                                    | Oberkirchen Alte Poststraße 15 Karte       | einschließlich Ober- und Untergraben, seit 1993 zur Produktion von umweltfreundlichem Strom genutzt                                                                     | 1807                | 1993             | 166             |
| Schulgebäude                                                  | Schulgebäude                                                  | Oberkirchen Zur Lüttmecke 3 Karte          | |                     |                  | 139             |
| Kunsthaus Alte Mühle                                          | Kunsthaus Alte Mühle                                          | Schmallenberg Unter der Stadtmauer 4 Karte | ehemalige Untere Mühle des Klosters Grafschaft, älteste erhaltene Bausubstanz der gegenwärtigen Mühle sind die teilweise aus dem 15. Jahrhundert stammenden Grundmauern | ca. 11. Jahrhundert |                  | 205             |
| Pfarrhaus/Pastorat                                            | Pfarrhaus/Pastorat                                            | Wormbach Nr. 15 Karte                      | |                     |                  | 9               |

### Sonstige Denkmäler
| Bild                   | Bezeichnung                              | Lage                                       | Beschreibung | Bauzeit | Eingetragen seit | Denkmal- nummer |
| ---------------------- | ---------------------------------------- | ------------------------------------------ | --- | ------- | ---------------- | --------------- |
|                        | Historischer trigonometrischer Festpunkt | Fredeburger Wald                           | |         |                  | 192             |
| Alte Mühle             | Alte Mühle                               | Latrop Karte                               | Wassermühle mit Wasserzuführung (Mühlenteich, Zu und Unterlauf)                                                                                       |         |                  | 204             |
| Altarstein             | Altarstein                               | Latrop Im Grubental Karte                  | eine senkrecht im Schladebach stehende Steinplatte am oberen Rande eines kleinen aufgestauten Sees, soll an eine alte heidnische Opferstätte erinnern |         |                  | 16              |
| Wilzenbergturm         | Wilzenbergturm                           | Grafschaft Karte                           | 17 Meter hoher Aussichtsturm in Stahlfachwerkbauweise auf dem Wilzenberg                                                                              | 1889    |                  | 20              |
| Korpus des Wegekreuzes | Korpus des Wegekreuzes                   | Grafschaft Grafschafter Höhe Karte         | |         |                  | 175             |
| BW                     | Historischer trigonometrischer Festpunkt | Grafschaft Grafschafter Höhe Karte         | TP-Nr. 4816-0-01701, Koordinaten: 3454 340 / 5666 810                                                                                                 |         |                  | 191             |
| BW                     | Historischer trigonometrischer Festpunkt | Herschede West Herrscheid bei Bracht Karte | TP-Nr. 4814-0-08501, Koordinaten: 3440 930 / 5671 392                                                                                                 |         |                  | 189             |
| BW                     | Historischer trigonometrischer Festpunkt | Löhrkopf II Lohkopf bei Dornheim Karte     | TP-Nr. 4716-0-01902, Koordinaten: 3454 875 / 5679 740                                                                                                 |         |                  | 193             |
| weitere Bilder         | Burgruine Rappelstein                    | Nordenau Karte                             | ehemalige Burg Nordenau, wurde von den Edelherren von Grafschaft an der alten Heidenstraße Köln – Kassel erbaut                                       | um 1200 |                  | 39              |
| Jüdischer Friedhof     | Jüdischer Friedhof                       | Schmallenberg Karte                        | Die letzte Bestattung fand 1961 statt. |         |                  | 206             |
| Bildstock St. Valentin | Bildstock St. Valentin                   | Schmallenberg Unterm Werth/Ohlgasse Karte  | zu Ehren des Stadtpatrons St. Valentin errichtet, der seit 1716 in Schmallenberg verehrt wird                                                         | 1767    |                  | 29              |
| BW                     | Historischer trigonometrischer Festpunkt | Somberg bei Hengsiepen Karte               | Koordinaten: 3449 780 / 5677 240 |         |                  | 188             |
| BW                     | Historischer trigonometrischer Festpunkt | Sommerseite bei Oberkirchen Karte          | TP-Nr. 4816-0-02201, Koordinaten: 3458 480 / 5668 980                                                                                                 |         |                  | 190             |
| BW                     | Historischer trigonometrischer Festpunkt | Waldemai bei Lengenbeck Karte              | TP-Nr. 4816-0-02601, Koordinaten: 3456 915 / 5672 010                                                                                                 |         |                  | 194             |